# Condor Syndikat
Condor Syndikat fue una compañía comercial alemana, con sede en Berlín creada con la finalidad de desarrollar nuevas líneas aéreas en Sudamérica y el Caribe; poner a prueba las nuevas hidrocanoas alemanas en las condiciones del trópico y capacitar el personal de vuelo para las futuras rutas aéreas de largo alcance. Inició sus actividades con la Sociedad Colombo-Alemana de Transportes Aéreos (SCADTA); posteriormente daría origen a las aerolíneas brasileñas Varig y Syndicato Condor LTda, que luego sería Serviços Aéreos Cruzeiro do Sul.

## Historia

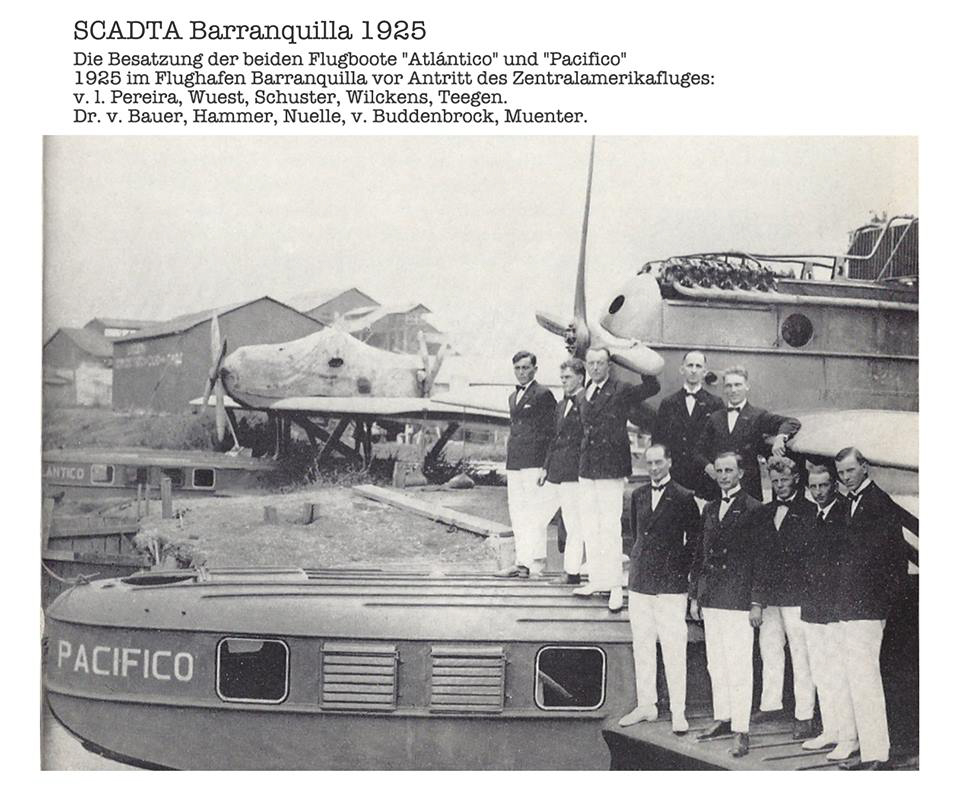
Tripulación de los dos hidrocanoas Dornier Do J Wal "Pacífico" y "Atlántico" en Barranquilla, Colombia. 1925

La fundación de Condor Syndikat puede verse en el contexto de los intereses de la política económica de la industria alemana y el gobierno del Reich en América del Sur y en la región Caribe.
A finales de 1919 se llevaron a cabo las primeras actividades de aviación alemana en América del Sur. El Deutsche Aero-Lloyd (DAL) estuvo activo en Sudamérica a finales de 1923. En cooperación con la cancillería alemana, se fundó un grupo de trabajo para explorar las opciones de aviación en la costa brasileña. Esta actividad llevó a la fundación del Condor Syndikat en mayo de 1924, que involucró no solo a la DAL (Deutsche Aero-Lloyd) sino también a SCADTA y la cancillería alemana. Sus tareas eran la exploración de rutas, pruebas de aeronaves e instrumentos y la capacitación de personal de vuelo y técnico. Era una compañía puramente alemana, que nunca habría recibido una concesión bajo la ley brasileña, ya que el tráfico aéreo intra-brasileño solo podía ser operado por compañías brasileñas.
El director de la SCADTA, Dr. Peter Paul von Bauer conociendo el valor estratégico de Centroamérica, había sido obstruido por el gobierno norteamericano en su intención de abrir una ruta aérea por Panamá. Esto lo llevó a registrar en Delaware la compañía "Inter-American Airways". En abril de 1924 se contactó con las autoridades del Servicio Postal de los Estados Unidos con la intención de conseguir una licencia para el transporte del correo aéreo desde el Caribe hacia la Florida, utilizando la llamada "Compañía Aeromarítima de Colombia", proclamada como subsidiaria de Inter-American Airways.
El 5 de mayo de 1924, Deutsch Aero-Lloyd, Schlubach, Thiemer & Co. de Hamburgo y SCADTA de Colombia, crean el Condor Syndikat. Dos hidroaviones Dornier Do J Wal fueron adquiridos y puestos al servicio de SCADTA. Los resultados no fueron tan exitosos como se habían previstos, particularmente debido a la resistencia de autoridades norteamericanas. El 2 de agosto de 1925 los dos Do J fueron bautizados en una ceremonia especial en el Puerto de Veranillo en Barranquilla, desde donde partieron el 10 de agosto hacia Cartagena, para continuar a la Zona del Canal de Panamá, el 12 de agosto. Después de recorrer diferentes países Centro Americanos llegaron a Cuba el 21 de septiembre, donde el gobierno norteamericano demoró su autorización de ingreso a los Estados Unidos. Fue necesaria la intervención del representante de la firma Luftschiffbau Zeppelin, quien los acompañó hasta Key West y luego a Palm Beach en el "Pacífico", el único Dornier Wal autorizado a ingresar a territorio norteamericano. En Palm Beach permanecieron largo tiempo, mientras Peter von Bauer se desplazaba a Washington, a tratar de concretar su principal objetivo de lograr los contratos de Correo Aéreo entre Key West y Cuba, hacia Centro y Sur América.
Las alarmas en el Departamento de Estado de los Estados Unidos, se habían disparado, lo que llevó a algunos de los oficiales de la aviación norteamericana, a proponer la creación de la Pan American Airways, con la cual desbarataron todos los planes de Peter Paul von Bauer.
El hidroaviones fueron regresado a Alemania. El fracaso aun así devenía una oportunidad dorada para Aero Lloyd para implementar sus propios planes. Unos cuantos meses más tarde dos aviones, uno de ellos con el nombre de Atlántico, estuvo enviado por barco a Montevideo y de allí volando a Buenos Aires.
El 17 de noviembre de 1926, una misión comercial alemana organizada por el piloto, ingeniero y Director-General de Condor Sindicato, Fritz W. Hammer, con la presencia de Dr. Hans Luther, un antiguo canciller del Reich alemán, en el tiempo de la República Weimar partió de Buenos Aires; aunque oficialmente, era una iniciativa del Condor Sindicato, en realidad estaba fuertemente subvencionado por el gobierno alemán a través de la aerolínea Deutsche Luft Hansa. Esta misión comercial voló primero de Buenos Aires a Porto Alegre vía Montevideo y de allí a Río de Janeiro, donde llegó el 27 de noviembre de 1926. El 1 de enero de 1927 la aeronave regresó a Florianópolis con unos cuantos invitados ilustres a bordo. Entre ellos periodistas, un ministro, y un cineasta. Como resultado de esta exitosa demostración, el 26 de enero de 1927, el Condor Sindicato recibió una autorización provisional por un años para operar servicios aéreos en Brasil.
Estos servicios tuvieron tres rutas diferentes: uno enlazó Río de Janeiro con Porto Alegre vía Santos, Paranaguá, São Francisco Sul, y Florianópolis. El segundo servicio enlazó Porto Alegre a Río Grande vía Pelotas. El tercio era entre Porto Alegre y Santa Vitória Palmar, en la frontera con Uruguay. Este servicio podría, pendientes de una autorización de las autoridades uruguayas, ser extendidos a Montevideo. El primer vuelo entre Río de Janeiro y Porto Alegre salió un día más tarde, el 27 de enero de 1927 operando el Dornier J Wal Atlântico, todavía con el registro alemana D-1012. Llegó a Porto Alegre dos días más tarde. Posteriormente el Atlántico sería la aeronave que recibiera el primer registro Brasileño: P-BAAA.
El 22 de febrero de 1927, Condor Sindicato operó el primer vuelo entre Porto Alegre y Río Grande en qué el Atlántico llevando la tripulación, tres pasajeros y correo. Aquellos vuelos continuaron siendo operados con un gran éxito y el nombre alemán de Condor Sindicato sería informalmente conocido por su traducción portuguesa: Syndicato Condor.
Entretanto, en Alemania, Deutsche Luft Hansa formada el 6 de enero de 1926, con la fusión forzada de Deutsche Aero Lloyd con Junkers Luftverkehr AG para formar uno aerolínea nacional alemana. La transacción incluyó filiales como Condor Sindicato, el cual oficialmente cesaba de existir el 1 de julio de 1927. Con el fin de cuidar los intereses actuales de Luft Hansa en Brasil, el 1 de diciembre de 1927 se formaba oficialmente una compañía brasileña con el nombre de Syndicato Condor.
El 10 de junio de 1927 el gobierno brasileño autorizó al empresario de Porto Alegre, Otto Ernst Meyer-Labastille, para establecer una aerolínea que podría operar en los estados de Santa Catarina y Río Grande del Sur, y para extender los servicios, con las autorizaciones gubernamentales necesarias, a Uruguay. Esta aerolínea fue nombrada Viação Aérea Rio-Grandense @– Varig, el cual tuvo el soporte de Condor Syndikat, incluyendo participación accionaria. Para facilitar el inicio de operaciones, Condor Syndikat transfirió a Varig sus derechos para la ruta Porto Alegre - Río Grande y el hidrocanoa Atlántico. Los vuelos empezaron el 22 de junio de 1927. Hasta aquella fecha, Condor Syndikat había realizado 63 vuelos y transportado 800 pasajeros y toneladas de correo entre las dos ciudades.
El 20 de enero de 1928, el gobierno brasileño autorizó el establecimiento de una aerolínea con la razón social de Syndicato Condor. Los primeros accionistas fueron los tres directores del Syndicato Condor LTda., incluyendo Fritz W. Hammer, y el contador brasileño Pereira Carneiro, dueño del Jornal do Brasil y una compañía naviera. Podía operar en todo territorio brasileño y extender servicios, con las autorizaciones gubernamentales necesarias, a Uruguay y Argentina. Entre el final del Condor Syndikat y la comienzo del Syndicato Condor LTda. los servicios nunca fueron interrumpidos y el Syndicato Condor informalmente y posteriormente formalmente se hizo a todos los derechos e intereses del Condor Syndikat.
El Condor Syndikat que más tarde se convertiría en Syndicato Condor mantuvo los derechos y operaciones entre Río de Janeiro y Porto Alegre, y más allá a Montevideo y Buenos Aires, porque esta ruta era de sumo interés para los planes futuros de Deutsche Luft Hansa en América del Sur. Más tarde, el Syndicato Condor extendió la ruta del norte a Recife y conectó su red al de Deutsche Luft Hansa.
El 3 de diciembre de 1928 el Dornier Wal P-BACA se accidentó en el mar en las afueras de Río de Janeiro mientras llevaba un número de prominentes brasileños en un corto vuelo en el que se pretendieron saludar al pionero aviador brasileño Alberto Santos-Dumont, quién llegaba a bordo de una aerolínea de pasajero. El accidente fue causado por el colapso de una ala como consecuencia de una violenta maniobra para evitar otra aeronave. Todos los pasajeros y la tripulación murieron.

## Flota
Además de seis hidrocanoas Dornier J Wal, tres Junkers G 24 y 16 Junkers Ju 52/3m se utilizaron con flotadores en las principales rutas a lo largo de la costa brasileña y hacia Argentina y Chile. La operación en Brasil se llevó a cabo con los modelos más pequeños de Junkers F 13, G 24, W 34 y Ju 46 (un total de 13 aviones).
A partir de 1939 se utilizaron dos modernos Focke-Wulf Fw 200 en la línea principal y dos de:Focke-Wulf Fw 58 para líneas secundarias.
En 1943, el SAC recibió cuatro Douglas DC-3 de las acciones estadounidenses. Los 14 aviones Junkers restantes no se retiraron hasta 1945/46 y se vendieron a Argentina. El Fw 200 voló hasta 1950 en servicio regular.
El SC tuvo hasta 1941 un total de cinco accidentes con lesiones personales (3 de diciembre de 1928 Do Wal P-BACA, 10 de noviembre de 1930 Ju G-24 P-BAHA, 14 de octubre de 1931 Do Wal P-BALA, 15 de agosto de 1938 Ju 52 / 3m PP-CAT, 13 de enero de 1939 Ju 52 / 3m PP-CAY).